# Liste de rappeurs américains
Cet article présente la liste non exhaustive de rappeurs américains. De nombreux rappeurs américains tels que Coolio, Ice Cube, Eminem, Tupac Shakur, Notorious B.I.G, Eazy-E, LL Cool J, Big Daddy Kane et G-Nigger connaissent un véritable succès international dans les années 1990. 
- Haut – A
- B
- C
- D
- E
- F
- G
- H
- I
- J
- K
- L
- M
- N
- O
- P
- Q
- R
- S
- T
- U
- V
- W
- X
- Y
- Z

## 0-9
- 2Pac (Tupac Shakur)[1]
- 2 Chainz[2]
- 2 Pistols[3]
- 21 Savage
- 24kGoldn
- 40 Glocc[4]
- 50 Cent[1],[5]
- 6ix9ine
- 6lack

## A
- A Boogie wit da Hoodie
- A+[6]
- Ab-Soul[7]
- Ace Hood[8]
- Aceyalone[9]
- Action Bronson[10]
- Ad-Rock[11],[12].
- Aesop Rock[13]
- Afu-Ra[14]
- Akon
- Ali Vegas[15]
- Aminé
- Angie Martinez[16]
- André 3000[17]
- Apathy[18]
- Apl.de.ap[19]
- Apollo Brown[20]
- A$AP Ferg[21]
- A$AP Rocky[22]
- Asher Roth[23]
- AZ[24]

## B
- bbno$
- B.G. Knocc Out[25]
- B.o.B[26]
- B-Real[27]
- Baby Bash[28]
- Bad Azz[29]
- Bahamadia[30]
- Bas
- Beanie Sigel[31]
- Bhad Bhabie
- Big Boi[32]
- Big Daddy Kane[1]
- Big Noyd[33]
- Big K.R.I.T.[34]
- Big L[35]
- Big Lurch
- Big Pun[36]
- Big Sean[37]
- Big Shug[38]
- Birdman[16]
- Bishop Lamont[39]
- Biz Markie[40]
- Black Milk[41]
- Black Rob[42]
- Blaq Poet[43]
- Bizarre[44]
- Bizzy Bone[45]
- Blood Raw[46]
- Blueface
- Bone Crusher[47]
- Bone Thugs-N-Harmony
- Boosie Badazz
- Bobby Shmurda
- Bow Wow[48]
- Brandon Tory
- Brisco[49]
- Brotha Lynch Hung[50]
- Brother Ali[51]
- Bubba Sparxxx[52]
- Bun B[53]
- Busta Rhymes[54]

## C
- C-Murder[55]
- Cam'ron[56]
- Canibus[57]
- Capone[58]
- Cappadonna[59]
- Cardi B
- Ca$his[60]
- Cee Lo Green[61]
- Chali 2na
- Chamillionaire[62]
- Chance the Rapper[63]
- Charli Baltimore[64]
- Chief Keef[65]
- Childish Gambino
- Chingo Bling[66]
- Chingy[67]
- Chino XL[68]
- Chuck D
- Common
- Coolio
- Cormega
- Cory Gunz
- Craig Mack[69]
- Crooked I[70]
- Curren$y
- Cyhi the Prynce

## D
- Da Brat
- DaBaby
- Damian Lillard
- Danny Brown
- Dave East
- David Banner
- Daz Dillinger
- DeJ Loaf
- Del the Funky Homosapien
- Denzel Curry
- Desiigner
- Devin the Dude
- Diggy Simmons
- Dizzy Wright
- DJ Quik
- DMX
- Don Toliver
- Dom Kennedy
- Dr. Dre[1]
- Drag-On
- Drake
- Dresta
- Dru Down
- Dusty Locane
- Dwele

## E
- E-40
- Earl Sweatshirt
- Eazy-E[25]
- El-P
- Elzhi
- Eminem[44],[71]
- Erick Sermon
- Eve
- Evidence
- Everlast
- Eazy A

## F
- Flo Rida
- Fabolous
- Famous Dex
- Fat Joe
- Fatman Scoop
- Fetty Wap
- Fivio Foreign
- Flavor Flav
- Foxy Brown
- Freddie Foxxx
- Freddie Gibbs
- Fredo Santana
- Fredro Starr
- French Montana
- Freekey Zekey
- Freeway
- Future

Flatbush Zombies

## G
- G Herbo
- G-Eazy
- The Game
- Ghostemane
- Ghostface Killah
- Goldie Loc
- Gorilla Zoe
- Grandmaster Flash[1]
- Gudda Gudda[49]
- Gucci Mane
- Gunna
- Guru
- GZA
- Gunplay

## H
- Havoc
- Heather Hunter
- Heavy D
- Hi-Tek
- Hittman
- Hood Surgeon
- Hoodie Allen
- Hopsin
- Hot Rod
- Hurricane Chris

## I
- Iamsu!
- Ice Cube
- Ice-T
- Ill Bill
- Immortal Technique
- Inspectah Deck
- Internet money
- Isaiah Rashad
- Islord

## J
- J. Cole
- J.I.D
- J-Kwon
- Ja Rule
- Jack Harlow
- Jadakiss
- Jaden Smith
- Jae Millz
- Jarren Benton
- Jayo Felony
- Jay Rock
- Jay-Z[31]
- Jeezy
- Jermaine Dupri
- Jeru the Damaja
- Jibbs
- Jim Jones
- Jimmy Wopo
- Joe Budden
- Joell Ortiz
- Joey Bada$$[72]
- John Cena
- John Forté
- Jonwayne
- Joyner Lucas
- Juelz Santana
- Juicy J
- Just-Ice
- Juvenile
- Juice Wrld

## K
- K Camp
- Kamaiyah
- Kanye West
- Katt Williams
- Keith Murray
- Kendrick Lamar
- Kent Jones
- Kevin Federline
- Kevin Gates
- Kid Cudi
- Kid Ink
- Kid Sister
- Killah Priest
- Killer Mike[32]
- King Lil G
- King Von
- Kodak Black
- Kokane
- Kool G Rap
- Kool Keith
- Kool Moe Dee
- Krayzie Bone
- KRS-One
- Kurupt
- Kyle
- Kay Flock
- Key Glock

## L
- 8O8 BEATz
- La the Darkman
- The Lady of Rage
- Large Professor
- Lauryn Hill
- Lecrae
- Left Eye
- Lil Baby
- Lil Bibby
- Lil Dicky
- Lil Durk
- Lil' Flip
- Lil Jon
- Lil' Kim
- Lil Loaded
- Lil Mama
- Lil Mosey
- Lil Nas X
- Lil Peep
- Lil Pump
- Lil Reese
- Lil Scrappy
- Lil Skies
- Lil Snupe
- Lil Tecca
- Lil Tjay
- Lil Twist
- Lil Uzi Vert
- Lil Wayne
- Lil Xan
- Lil Yachty
- LL Cool J[1]
- Lloyd
- Lloyd Banks
- Logic
- Lord Finesse
- Ludacris
- Lupe Fiasco
- Luther Campbell
- Lyfe Jennings
- Lee Drilly
- Lazer Dim 700

## M
- Ma$e
- Mac Dre
- Machine Gun Kelly
- Mack 10
- Macklemore
- Mack Maine
- Mac Miller
- MadeinTYO
- Magoo
- Maino
- Mannie Fresh
- Marley Marl
- Masta Ace
- Masta Killa
- Master P
- MC Eiht
- MC Hammer
- MC Jin
- MC Lyte
- MC Ren
- Meek Mill
- Memphis Bleek
- Method Man
- MF Doom
- Mickey Avalon
- Mick Jenkins
- Mike Jones
- Migos
- Mims
- Missy Elliott[73]
- Mobb Deep
- Moneybagg Yo
- Mos Def
- Mr. Criminal
- Mr. Porter
- Murphy Lee
- Murs
- Mystikal

## N
- N.O.R.E.
- Nas
- Nate Dogg[25]
- Nature
- Naughty by Nature
- NBA YoungBoy
- Necro
- Nelly
- NF
- Nick Cannon
- Nicki Minaj
- Nine
- Nivea
- N.O.R.E.
- The Notorious B.I.G.[1],[74]
- Nu Jerzey Devil
- Nyce Da Future
- NLE Choppa
- Notti Osama

## O
- O.T. Genasis
- Obie Trice
- Oddisee
- Offset
- OJ da Juiceman
- Ol' Dirty Bastard
- Omarion
- One Be Lo

## P
- Pop Smoke
- Paul Wall
- Pete Rock[1]
- Petey Pablo
- Pharoahe Monch
- Pharrell Williams
- Pimp C
- Pitbull
- Planet Asia
- Playboi Carti
- Plies
- PMD
- Polo G
- Post Malone
- Pouya
- Pras
- Prodigy
- Proof
- Puff Daddy
- Papoose

## Q
- Q-Tip
- Quavo
- Queen Latifah
- Quelly Woo

## R
- R.A. the Rugged Man
- Raekwon
- Rah Digga
- Rahzel
- Rakim[1]
- Rampage
- Rappin' 4-Tay
- RaRa
- Rasco
- Ras Kass
- RBX
- Redman
- Remy Ma
- Rhymefest
- RiceGum
- Rich Homie Quan
- Rich the Kid
- Rick Ross[73],[75]
- Rico Love
- Riff Raff
- Rod Wave
- Roddy Ricch
- Romeo
- Ron Browz
- Royce da 5'9"
- Russ
- Ryan Leslie
- RZA

## S
- Saba
- Sage the Gemini
- Saigon
- Scarface
- Schoolboy Q[73]
- Sean Kingston
- Sean Price
- Shareefa
- Shawnna
- Sheek Louch
- Shy Glizzy
- Shyheim
- Sir Mix-a-Lot
- Ski Mask the Slump God
- Skull Duggery
- Skyzoo
- Slim Thug
- Sly Boogy
- Snoop Dogg[1]
- Snow Tha Product
- Sole
- Soopafly
- Soulja Boy
- Spider Loc
- Stat Quo
- Sticky Fingaz
- Styles P.
- Substantial
- Suga Free
- Swizz Beatz
- Swae Lee

## T
- T.I.[32]
- Takeoff
- Talib Kweli
- Tay Dizm
- Tech N9ne
- Tee Grizzley
- Termanology
- The D.O.C.
- The Last Emperor (rappeur)
- Tim Dog
- Tony Yayo
- Too $hort
- Tone Loc
- Tory Lanez
- Trae tha Truth
- Tragedy Khadafi
- Travie McCoy
- Travis Scott
- Tray Deee
- Trey Songz
- Trick Daddy
- Trick-Trick
- Trina
- Trinidad James
- Trippie Redd
- Turbo B
- Twista
- Ty Dolla $ign
- Tyga
- Tyler, The Creator

## U
- U-God
- Upchurch the Redneck
- Usher

## V
- Vanilla Ice
- Vic Mensa
- Vince Staples
- Vinnie Paz

## W
- Waka Flocka Flame
- Wale
- Warren G
- W.C
- White Dawg
- Wiley
- Will.i.am
- Witt Lowry
- Wiz Khalifa
- White Suge

## X
- XXXTentacion
- Xzibit[27]

## Y
- Yeat
- Yelawolf
- Yella Beezy
- YG
- YNW Melly
- Yo Gotti
- Young Buck
- Young Dro
- Young Maylay
- Young Thug
- YoungBoy Never Broke Again
- Yung Joc
- Yungenn Ace
- Young Dolph
- yung nudy

yung scooter

## Z
- Z-Ro